# Monsonia parvifolia
Monsonia parvifolia är en näveväxtart som beskrevs av Schinz. Monsonia parvifolia ingår i släktet hottentottnävor, och familjen näveväxter. Inga underarter finns listade i Catalogue of Life.